# 言語的相対論
言語的相対論（げんごてきそうたいろん、英: Theory of linguistic relativity）または言語的相対性原理（げんごてきそうたいせいげんり、英: Principle of linguistic relativity）、サピア＝ウォーフの仮説（サピア＝ウォーフのかせつ、Sapir-Whorf hypothesis、SWH）は、「どのような言語によってでも現実世界は正しく把握できるものだ」とする立場に疑問を呈し、言語はその話者の世界観の形成に関与することを提唱する仮説である。ベンジャミン・ウォーフが唱えた理論であり、個人が使用できる言語によってその個人の思考が影響を受けることを体系化した理論である。ウォーフとエドワード・サピアの研究の基軸をなした。

## 概要
この理論は何度も提案され、議論を重ねてきた。時にはサピア＝ウォーフの仮説と呼ばれたり、単にウォーフの仮説と呼ばれたりする。ウォーフ自身は後者の名前には強く反対しており（彼自身が他にも多数の仮説を提唱しているため）、「この理論の大部分が彼の業績によるものなら名づける権利もあるはずだ」と主張している。
ウォーフの理論が批判されるのは、ウォーフが「言語が思考を決定付ける」と主張していると見なされているからであろう。しかし、ウォーフ自身は「言語は認識に影響を与える思考の習性を提供する」としか述べていない。
その正当性の議論は別にして、言語的相対論は言語学以外で具体的な応用を生んでいる。ダグラス・エンゲルバートは、この理論の影響もあって、ハイパーテキスト、グラフィカルユーザインターフェース、マウスなど様々なものを発明した。
ドイツ語圏ではヨハン・ゴットフリート・ヘルダーが、その『近代ドイツ文学断想』（Fragmente über die neuere deutsche Literatur、1766年）で既に、諸言語をそれぞれの固有の文化生活を形成する力の一つとして見なしているが、言語的相対論の基本的な態度である。さらに、その後、フンボルトが『諸言語の民族的性格について』（1822）や『人間言語構造の多様性と人類の精神的発展へのその影響について』（Ueber die Verschiedenheit des menschlichen Sprachbaus und ihren Einfluss auf die geistige Entwicklung des Menschengeschlechts、1830-35年）を著し、ヴァイスゲルバーが『母語の言語学』（1963）の中で、母語が人間の精神内部に形成する中間世界について述べているのも、言語相対論の姿勢である。フランス語圏では近代言語学の祖であるソシュールの講義における受講学生たちがその後にまとめた『一般言語学講義』（1916）において述べられている［意義（仏: signification)　に対する］価値（仏: valeur）としての概念が、諸言語間で相違するものとしている。例としては仏のmoutonと英のsheepの間の相違が挙げられている。相違する価値がそれぞれ精神へ別個に及ぼす影響について語られてはいないが、それを受けた弟子のバイイは『一般言語学とフランス言語学』（1932）において、ドイツ語とフランス語の間の構造上の志向の差異を述べていて、それぞれの言語を話す主体の精神の働きの違いを推測させる。

## 来歴
言語が思考の基盤であるとする立場はもともと18世紀後半から19世紀前半にかけてドイツの思想家達が深めたものであった。早いものではイマヌエル・カント、ヨハン・ゲオルク・ハーマン、ヨハン・ゴットフリート・ヘルダーの著作において言及がみられる。擁護論はヴィルヘルム・フォン・フンボルトの論文『Über das vergleichende Sprachstudium』 から提出され始めた。
彼らの見解は次第にドイツを越えて流布していった。カール・ケレーニイは1976年の『ディオニューソス』の英語訳を次のような序文で紹介した:
言語と思考のこのような関係にたいする身近な認識を積極的に深めたものとしての SWH の起源は、フランツ・ボアズ（合衆国における人類学の父）の研究にあるとされる。ボアズは19世紀後半にドイツで修学している。エルンスト・マッハやルートヴィッヒ・ボルツマンらが感覚の生理学を研究していたころである。
哲学の潮流としてはカントの著作にたいする関心が大きく復興していた。カントによると、知識とは、個人がめいめいに携わる具体的な認識行為の結果である。個人にとっての「現実」とは、常に流動している感覚要素を一時的・一部的に抽出した直感的なものであり、これを自身の知的範型に通して解釈したときに「理解」が起こる。したがって、同じ物自体を、異なる個人個人が異なる現象の一件一件として概念化するということがありうる。
同じ事物を異なる現実として解釈させるこの知的範型の相違と、同じ事物を異なる形式で解釈させる言語の文法カテゴリーの相違との類似にボアズは着目した。研究材料は彼が合衆国にて出会った数々のアメリカ・インディアン諸語である。これらは皆、当時の西洋言語学における一般の研究対象であったセム語派やインド・ヨーロッパ語族のものとは大きく異なる性格をしていた。ボアズはそのなかで、生活様式と言語様式というものが地域によってどれだけ多様であるか、そして両者の間にどれだけ強い結びつきがあるのかを悟った。ここに、人々の生活観は言語に反映されるのだという彼の結論が生まれた。

## 原典
サピアはこの考えを幾度も表明している。そのひとつは例えば以下の箇所である。

## 批判
現代の言語学（言語科学）の主流派であるノーム・チョムスキーやスティーブン・ピンカーなど生成文法に近い立場からは、（強い）言語的相対論は批判的に扱われ、非科学的な理論とされることが多い。
たとえばピンカー『言語を生みだす本能』では、（言語本能説の立場から）人の思考は普遍的な心的言語で行われるものである、人は、生得的に持つルール（文法）の上に、母語の文法を習得していくのである、と述べられている。

## 関連著作
- 『言語・思考・現実』　著 B.L.ウォーフ　訳 池上嘉彦　講談社　1993年　ISBN 4061590731
- 『文化人類学と言語学』　著 E.サピア、B.L.ウォーフ他　訳 池上嘉彦　弘文堂　1995年　ISBN 433505114X